# Cecil Remmler
Cecil Carlos Remmler (* 12. Dezember 1988 in Basel) ist ein Komponist, Musikproduzent und Sänger.

## Werdegang
Cecil Remmler ist der älteste Sohn des deutschen Sängers und Musikproduzenten Stephan Remmler, der in den 1980er Jahren mit der Band Trio bekannt wurde. Mit acht Jahren veröffentlichte Cecil Remmler unter dem Pseudonym „Re-O-Do feat. CCR“ eine Single, auf der er den bekanntesten Titel von Trio interpretierte: Da Da Da. 2003 gründete Cecil Remmler mit seinen beiden Brüdern die Formation Cecil Jonni Lauro, die zwei Singles veröffentlichte. Später produzierte er mit seinem Vater dessen 2006 veröffentlichtes Album 1, 2, 3, 4 … Im Anschluss zog er nach Boston, um Musikproduktion zu studieren.
2007 schrieb und produzierte Cecil Remmler mit seinem Vater die Musik zu dem deutschen Spielfilm Vollidiot mit Oliver Pocher. Seit 2007 produziert Cecil Remmler Filmmusiken u. a. für die Sat.1-Serie Dr. Molly & Karl und Die Sendung mit der Maus.
In der Folge avancierte Cecil Remmler in Deutschland zu einem gefragten Produzenten und Komponisten. Er komponierte und produzierte Werke u. a. für Edita, Adel Tawil, Keule, MoTrip, Phela oder Stefanie Heinzmann. Seit 2012 ist er Teil des Produzententeams FNSHRS. Sein bislang größter Erfolg war der Nummer-eins-Hit Astronaut, den er für den deutschen Rapper Sido produzierte und schrieb.
Remmler ist seit 2010 mit der US-amerikanischen Schlagersängerin Sarah Jane Scott zusammen, die er während seines Studiums in den USA kennenlernte, und lebt mit ihr in Berlin; 2018 heirateten die beiden. Sein Vater brachte Scott in die Musikbranche und produziert ihre Musik.

## Diskografie

### Solokarriere

#### Singles
- 1995: Da Da Da (als Re-O-Do)

#### Lieder
- 2007: Simon on the Run (mit Stephan Remmler)
- 2007: Simon’s Finale (mit Stephan Remmler)
- 2009: I Wanna Rock

#### Remixe
- 2014: Helene Fischer – Marathon (3 Remixversionen)

### Autorenbeteiligungen und Produktionen
Cecil Remmler als Autor und Produzent in den Charts

| Jahr | Titel Interpretation                                  | Höchstplatzierung, Gesamtwochen, AuszeichnungChartplatzierungen (Jahr, Titel, Interpretation, Platzierungen, Wochen, Auszeichnungen, Anmerkungen) | Höchstplatzierung, Gesamtwochen, AuszeichnungChartplatzierungen (Jahr, Titel, Interpretation, Platzierungen, Wochen, Auszeichnungen, Anmerkungen) | Höchstplatzierung, Gesamtwochen, AuszeichnungChartplatzierungen (Jahr, Titel, Interpretation, Platzierungen, Wochen, Auszeichnungen, Anmerkungen) | Anmerkungen                                                  |
| Jahr | Titel Interpretation                                  | DE | AT | CH | Anmerkungen                                                  |
| --- | ----------------------------------------------------- | --- | --- | --- | ------------------------------------------------------------ |
| 2003 | Everybody Cha Cha A, P Cecil Jonni Lauro              | DE28 (10 Wo.)DE | AT20 (9 Wo.)AT | CH39 (6 Wo.)CH | Erstveröffentlichung: 7. Juli 2003                           |
| 2003 | Buckle Up ’n’ Chuggeluck A Cecil Jonni Lauro          | DE66 (2 Wo.)DE | — | — | Erstveröffentlichung: 17. November 2003                      |
| 2010 | I’ve Come to Life P Edita Abdieski                    | DE9 (6 Wo.)DE | AT27 (3 Wo.)AT | CH8 (4 Wo.)CH | Erstveröffentlichung: 12. November 2010                      |
| 2012 | Do You Like What You See P Ivy Quainoo                | DE2 Gold · (15 Wo.)DE | AT8 (13 Wo.)AT | CH12 (6 Wo.)CH | Erstveröffentlichung: 3. Februar 2012 Verkäufe: + 150.000    |
| 2012 | You Got Me P Ivy Quainoo                              | DE31 (6 Wo.)DE | AT61 (2 Wo.)AT | CH61 (1 Wo.)CH | Erstveröffentlichung: 8. Juni 2012                           |
| 2012 | Without You P Y’akoto                                 | DE100 (1 Wo.)DE | — | — | Erstveröffentlichung: 6. Juli 2012                           |
| 2012 | Summer Dreaming 2012 P Project B. feat. Kelly Rowland | DE62 (3 Wo.)DE | AT52 (2 Wo.)AT | — | Erstveröffentlichung: 6. Juli 2012                           |
| 2013 | Fire P Stefanie Heinzmann                             | — | — | CH53 (1 Wo.)CH | Erstveröffentlichung: 31. März 2013                          |
| 2013 | Ja genau A, P Keule                                   | DE55 (1 Wo.)DE | — | — | Erstveröffentlichung: 13. September 2013                     |
| 2013 | Einer dieser Steine A, P Sido feat. Mark Forster      | DE4 Platin · (17 Wo.)DE | AT12 (8 Wo.)AT | CH8 (10 Wo.)CH | Erstveröffentlichung: 15. November 2013 Verkäufe: + 300.000  |
| 2013 | Arbeit A, P Sido feat. Helge Schneider                | DE33 (3 Wo.)DE | AT63 (1 Wo.)AT | — | Erstveröffentlichung: 22. November 2013                      |
| 2013 | Liebe A, P Sido                                       | DE13 Platin · (36 Wo.)DE | AT10 (26 Wo.)AT | CH26 (8 Wo.)CH | Erstveröffentlichung: 29. November 2013 Verkäufe: + 300.000  |
| 2015 | Astronaut A, P Sido feat. Andreas Bourani             | DE1 Diamant · (43 Wo.)DE | AT1 (34 Wo.)AT | CH1 Gold · (37 Wo.)CH | Erstveröffentlichung: 7. August 2015 Verkäufe: + 1.015.000   |
| 2017 | Rooftop P Nico Santos                                 | DE5 ×2Doppelplatin · (32 Wo.)DE | AT2 Platin · (24 Wo.)AT | CH5 ×5Fünffachplatin · (29 Wo.)CH | Erstveröffentlichung: 29. September 2017 Verkäufe: + 930.000 |
| 2019 | Orbit A, P Shirin David                               | DE5 (4 Wo.)DE | AT9 (2 Wo.)AT | CH14 (1 Wo.)CH | Erstveröffentlichung: 25. Januar 2019                        |
| 2019 | Gib ihm A, P Shirin David                             | DE1 Gold · (18 Wo.)DE | AT3 Gold · (13 Wo.)AT | CH9 (9 Wo.)CH | Erstveröffentlichung: 15. Februar 2019 Verkäufe: + 215.000   |
| 2019 | Ice A, P Shirin David                                 | DE8 (5 Wo.)DE | AT8 (3 Wo.)AT | CH28 (2 Wo.)CH | Erstveröffentlichung: 5. April 2019                          |
| 2019 | Fliegst Du mit A, P Shirin David                      | DE8 (5 Wo.)DE | AT9 (3 Wo.)AT | CH15 (3 Wo.)CH | Erstveröffentlichung: 17. Mai 2019                           |
| 2019 | On Off A, P Shirin David feat. Maître Gims            | DE3 (14 Wo.)DE | AT5 (9 Wo.)AT | CH6 (6 Wo.)CH | Erstveröffentlichung: 28. Juni 2019                          |
| 2019 | Brillis A, P Shirin David                             | DE4 (8 Wo.)DE | AT14 (4 Wo.)AT | CH15 (2 Wo.)CH | Erstveröffentlichung: 23. August 2019                        |
| 2019 | Nur mit dir A, P Shirin David feat. Xavier Naidoo     | DE8 (8 Wo.)DE | AT13 (4 Wo.)AT | CH11 (3 Wo.)CH | Erstveröffentlichung: 20. September 2019                     |
| Folgende Lieder erschienen nicht als Single, wurden aber durch das Album zum Download und Streaming bereitgestellt und konnten somit eine Platzierung erlangen: |                                                       | | | |                                                              |
| |                                                       | | | |                                                              |
| 2013 | Hier bin ich wieder A, P Sido                         | — | AT39 (5 Wo.)AT | — | Charteinstieg: 15. November 2013                             |
| 2013 | Fühl dich frei A, P Sido                              | DE99 (1 Wo.)DE | — | — | Charteinstieg: 13. Dezember 2013                             |
| 2015 | Mama war ne Schlampe A Addi Blanco                    | DE95 (1 Wo.)DE | — | — | Charteinstieg: 24. April 2015                                |
| 2015 | Für ewig A, P Sido                                    | DE97 (1 Wo.)DE | — | — | Charteinstieg: 11. September 2015                            |
| 2015 | Zu wahr A, P Sido                                     | DE92 (1 Wo.)DE | — | — | Charteinstieg: 11. September 2015                            |
| 2015 | Gürtel am Arm A, P Sido                               | DE72 (1 Wo.)DE | — | — | Charteinstieg: 11. September 2015                            |

## Auszeichnungen für Musikverkäufe
Anmerkung: Auszeichnungen in Ländern aus den Charttabellen bzw. Chartboxen sind in ebendiesen zu finden.
| Land/RegionAuszeichnungen für Musikverkäufe (Land/Region, Auszeichnungen, Verkäufe, Quellen) | Gold     | Platin       | Diamant  | Verkäufe  | Quellen           |
| -------------------------------------------------------------------------------------------- | -------- | ------------ | -------- | --------- | ----------------- |
| Deutschland (BVMI)                                                                           | 2× Gold2 | 4× Platin4   | Diamant1 | 2.750.000 | musikindustrie.de |
| Österreich (IFPI)                                                                            | Gold1    | Platin1      | —        | 45.000    | ifpi.at           |
| Schweiz (IFPI)                                                                               | Gold1    | 5× Platin5   | —        | 115.000   | hitparade.ch      |
| Insgesamt                                                                                    | 4× Gold4 | 10× Platin10 | Diamant1 |           |                   |

## Auszeichnungen (Auswahl)
- 2016 Musikautorenpreis (GEMA) – Auszeichnung für das erfolgreichste Werk (Song: Astronaut)